# Jisra’el Amir
Jisra’el Amir (ur. 11 listopada 1903, zm. 1 listopada 2002) – izraelski dowódca wojskowy w stopniu podpułkownika (segan aluf), oficer dyplomowany Sił Obronnych Izraela.

## Młodość
Israel urodził się w 1903 roku w Wilnie, położonym wówczas w Imperium Rosyjskim. Jego rodzice - Joszua i Hannah Klausner - byli działaczami ruchu syjonistycznego. Dali oni swojemu synowi tradycyjne żydowskie wykształcenie. Następnie ukończył Gimnazjum Hebrajskie w Wilnie i dwa lata studiów. Wstąpił do młodzieżowej organizacji syjonistycznej ha-Chaluc. Na wiosnę 1923 roku wyemigrował do Mandatu Palestyny. Zamieszkał w Jerozolimie, gdzie pracował jako robotnik budowlany.

## Służba wojskowa
W 1923 roku wstąpił do żydowskiej organizacji paramilitarnej Hagana. Ukończył szkołę rolniczą Mikwe Jisra’el, i w 1926 roku odbył z wyróżnieniem kurs oficerów Hagany w Tel Awiwie. Latem 1928 roku ożenił się z Rebeką. W tym samym czasie objął dowództwo obrony obszaru Herclijja i Ramat ha-Szaron. W październiku tego roku przeprowadził się do Herclijji, gdzie od 1932 roku znajdował się jego dom. W 1937 roku został mianowany dowódcą firmy produkującej w podziemiu uzbrojenie (późniejsza firma Israel Military Industries). W 1942 roku został dowódcą żydowskiego wywiadu Szai (hebr. ש"י). W maju 1946 objął dowództwo obrony obszaru Jerozolimy, obejmując w listopadzie 1947 roku dowództwo Brygady „Ecjoni”. Wskutek negatywnych raportów o stanie obrony miasta, Amir został w styczniu 1948 roku odwołany. W lutym wysłano go do Europy z zadaniem organizacji nielegalnej imigracji żydowskiej do Palestyny. Gdy zbliżał się termin końca brytyjskiego Mandatu Palestyny, Amir powrócił do kraju. W dniu 16 maja 1948 roku tymczasowy premier Dawid Ben Gurion mianował go dowódcą Szerut Avir, które zostało następnie zreorganizowane w Siły Powietrzne Izraela. Rozbudowa lotnictwa odbywała się w niezwykle trudnych czasach I wojny izraelsko-arabskiej. Obchodząc embargo na dostawy broni do krajów uczestniczących w wojnie, Amir organizował zakup samolotów myśliwskich Avia S-199 i samolotów bombowych Boeing B-17 Flying Fortress z Czechosłowacji. Organizował funkcjonowanie lotnisk, tworzył struktury służb technicznych i zaopatrzeniowych, założył szkołę techniczną lotnictwa.
W sierpniu 1948 roku został mianowany szefem ds. uzbrojenia w Ministerstwie Obrony Izraela, a w styczniu 1952 roku szefem personelu w ministerstwie. W 1969 roku Amir odszedł z armii na emeryturę.

## Po odejściu z armii
Po przejściu na emeryturę wojskową pracował jako wiceprezes Magen David Adom. Poza tym udzielał się jako sędzia sportowy piłki nożnej. Zmarł w 2002 roku, w wieku 99 lat. Został pochowany na cmentarzu w Herclijji. Pozostawił syna i córkę.